# 駒越町
駒越町（こまごしまち）は、江戸期から現在にかけての青森県弘前市の地名。郵便番号は036-8366。2017年6月1日現在の人口は195人、世帯数は91世帯。

## 地理
青森県道3号弘前岳鰺ケ沢線沿いに位置し、西北から南東にかけて斜めに伸びる町。町域の北部は平岡町、北東部から東部にかけて西大工町、南東部は新町・西大工町、南部は藤代、南西部は河原町、西部は樋の口町に接する。

## 歴史
- 延宝5年 - まだ町名は無く、岩木川に至る賀田道が設けられて、屋敷割りが50軒される（弘前惣御絵図）。
- 貞享元年 - 延宝2年・天和2年に岩木川で掘替え工事が行われ、岩木川まで町割りが行われる（津軽歴代記類）。
- 享保4年頃 - 町屋62軒、武家屋敷4軒（町屋数円）
- 寛政12年 - 当地の南部に百姓町（現：河原町）があり、町屋67軒（分間弘前大絵図）
  - 岩木川越しの村々に通じる町として、当地は江戸期から酒造店・雑貨店・餅屋・魚屋のほかに鍛冶屋・大工などの職人も居住していた。
  - 岩木川の対岸に位置する駒越村（通称「向駒越」現：駒越）との間に岩木川の渡し場があった。
  - 寛政8年3月に菅江真澄が乗ったとされ、舟の形状は将棋の駒型で、綱を引いて渡しているのに乗ったとされる（津可呂の奥）。
  - 舟賃は廃藩置県まで1人2厘、馬牛1疋4厘、御用人馬は無賃。取り扱ったのは船守（弘前明治統一志）。
- 明治初年 - 戸数124（国誌）
- 1883年（明治16年） - 岩木橋が架かる（弘前明治統一志）。
- 明治以降 - 岩木川対岸へ通じる町として、江戸期と変わらず雑貨店・食料品などの商店街として栄える。造酒店もあり、現在も2軒が現存。しかし自動車交通が発達すると、商店街は振るわなくなっていく。
- 1966年（昭和41年） - 城西団地が造成され、町の様相が変化する。

### 沿革
- 江戸期 - 弘前城下の一町。
- 明治初年〜明治22年 - 弘前を冠称。
- 1889年（明治22年） - 弘前市に所属。
- 1967年（昭和42年） - 一部が城西一丁目になる。

## 施設

### 医療
- 玉山歯科医院

### 福祉
- 有料老人ホーム城下町

## 小・中学校の学区
市立小・中学校に通う場合、学区は以下の通りとなる。
| 大字   | 番・番地 | 小学校             | 中学校             |
| ------ | -------- | ------------------ | ------------------ |
| 駒越町 | 全域     | 弘前市立城西小学校 | 弘前市立第二中学校 |

## 交通
- 弘南バス

駒越（弘前駅 - 城西大橋・工業高校経由 - 藤代営業所線、他）停留所。